# Sara de Ibáñez
Sara Iglesias Casadei, conocida como Sara de Ibáñez (Chamberlain, Tacuarembó, 11 de enero de 1909 -  Montevideo, 3 de abril de 1971), fue una poeta uruguaya. Esposa del poeta Roberto Ibáñez, fue conocida cariñosamente como «Gran Sara» por escritores como Octavio Paz. Entre otros premios obtuvo el Premio de la Academia Nacional de Letras y el Premio Nacional de Literatura en 1972.

## Biografía
Vivió de niña en Chamberlain, departamento de Tacuarembó, hasta que su familia se mudó a Montevideo. Fue profesora de enseñanza secundaria desde 1945.
Se casó con el también poeta Roberto Ibáñez, de quien tomó su apellido como nombre artístico. La pareja tuvo tres hijas, Ulalume, Suleika y Solveig, que también se convirtieron en escritoras. Ulalume se trasladó a México donde, bajo el nombre de Ulalume González de León, se desarrolló como poeta, traductora, ensayista y editora.
Llevó una vida recogida y privada. Comenzó a escribir de niña, aunque no publicó un libro hasta cumplidos 30 años. Todos sus libros recibieron premios en Uruguay, además de dos póstumos. Sara tenía por costumbre escribir dos libros a la vez al igual que hacía su marido; cada uno era diferente en tema y estructura.
En vida fue aclamada por varios poetas contemporáneos, como Pablo Neruda, quien prologó uno de sus libros, comparándola con Sor Juana Inés de la Cruz, Gabriela Mistral y María Luisa Bombal, y expresó su admiración por sus poesías en varias ocasiones. Mistral también citó a Ibáñez, de su poesía misteriosa y de significados profundos, Jules Supervielle alabó su conocimiento de la poesía occidental, especialmente del simbolismo francés, y así Vicente Aleixandre, Alfonso Reyes, Pedro Henríquez Ureña, Cecilia Meireles, Manuel Bandeira, Carlos Drummond de Andrade, Josep Carner, Rafael Alberti, León Felipe, Octavio Paz, Amado Alonso, Émilie Noulet entre otros.

## Obra

### Estilo y temas
Sara de Ibáñez destaca por su poesía misteriosa y casi hermética, de cierta tradición barroca, e ideas claras y descarnadas. Su hermetismo causa, sin embargo, dificultades de interpretación que hacen accesibles sus escritos tan sólo a minorías cultas. Mostró en muchas ocasiones los temas del suicidio y de las batallas. Su obra se caracteriza por la angustia de la existencia, el desamparo, la muerte, el amor, la autoaniquilación de la humanidad y la relación hombre-Dios. En menor medida, trata el sentimiento patriótico (Canto a Montevideo) y la condena a la guerra (Hora ciega). Sus libros más representativos son La batalla y Apocalipsis 20.
Se ha notado un gusto por la simetría, iniciando varios versos de la misma manera o estableciendo reglas de palabras antónimas. Buscaba la perfección técnica y la pureza y transparencia de las imágenes. Llegó a ser una maestra de la métrica y el ritmo.

### Poemarios
- Canto (1940)
- Canto a Montevideo (1941)
- Hora ciega (1943).
- Pastoral (1948).
- Artigas (1951).
- Las estaciones y otros poemas (1957).
- La batalla (1967).
- Apocalipsis 20 (1970).
- Canto póstumo (1972).